# Wytoka (gmina Radłów)
Wytoka – osada w Polsce, położona w województwie opolskim, w powiecie oleskim, w gminie Radłów, nad Prosną.
W latach 1975–1998 miejscowość należała administracyjnie do województwa częstochowskiego.